# Wilfred Monod

Wilfred Monod in einer Radierung seines Sohns Maximilien Vox, 1917

William Frédéric Monod, bekannt als Wilfred Monod (* 24. November 1867 in Paris; † 2. Mai 1943 ebenda) war ein französischer reformierter Pfarrer und Theologe. International bekannt ist er vor allem durch seine Beteiligung an der frühen Ökumenischen Bewegung.

## Leben und Wirken
Monod war der Sohn des reformierten Pastors Théodore Monod und seiner Ehefrau Gertrude. Er studierte Philosophie an der Sorbonne und Theologie an der Fakultät in Montauban, dazu auch im Ausland, unter anderem in Uppsala und in Berlin, wo ihn Adolf von Harnack nachhaltig prägte. Während einer ökumenischen Konferenz in Northfield (Massachusetts) im Jahr 1890 schloss er Freundschaft mit Nathan Söderblom. 1891 erlangte er das theologische Baccalaureat und trat 1892 seine erste Pfarrstelle in Condé-sur-Noireau an. 1898 wechselte er nach Rouen. An der Theologischen Fakultät in Paris wurde er 1899 zum Lizentiaten und 1901 zum Dr. theol. promoviert. 1907 übernahm er das Pfarramt der reformierten Kirche Oratoire du Louvre in Paris, an der bereits sein Urgroßvater Jean Monod (1765–1836), sein Großvater Frédéric Monod (1794–1863) und sein Vater sowie sein Großonkel Adolphe Monod gewirkt hatten. Zusätzlich lehrte er an der Theologischen Fakultät, ab 1909 als Professor für Praktische Theologie. 1937 schloss die Fakultät ihn aus, wegen Vernachlässigung seiner Lehrverpflichtungen, aber auch aus theologischen Gründen; das Pfarramt behielt er bis 1938.
Monod setzte sich für die Bewahrung der Einheit der Reformierten Kirche in Frankreich nach dem Gesetz zur Trennung von Kirche und Staat von 1905 ein. Die von ihm zusammen mit Charles Wagner einberufene Synode von Jarnac im  Oktober 1906 war aber ein Misserfolg; sie führte nur zur Gründung eines dritten Gemeindebundes, der Union nationale des Eglises Reformees, die zwischen den Orthodoxen und den Liberalen stand. Monod wurde Präsident dieses Bundes und dann auch der Union des Églises réformées, die sich 1912 durch Vereinigung seines Gemeindebundes mit der liberalen Union des Églises réformées unies bildete. Mit der orthodoxen Union des Églises réformées évangéliques arbeitete man in der Fédération Protestante de France zusammen, deren Gründung im Jahr 1905 Monod ebenfalls unterstützt hatte.
Schon in Rouen engagierte Monod sich für den christlichen Sozialismus und gründete im Jahr 1900 das Selbsthilfeprojekt Solidarité. Er publizierte in zahlreichen Zeitschriften und rief 1899 zusammen mit Élie Gounelle die Zeitschrift Avant-Garde ins Leben. Im Pariser Quartier des Halles gründete er 1911 das noch heute bestehende Jugendhilfeprojekt La Clairière. 1915 trat er in die Parti socialiste ein. Ebenfalls schon in Rouen und später in Paris setzte er sich für die Gründung von Volkshochschulen (Université populaire) ein.
Vor 1914 vertrat Monod einen christlichen Pazifismus und war Mitglied der Vereinigung La Paix par le Droit. Er nahm auch an der Gründung des Weltbundes für Freundschaftsarbeit der Kirchen im August 1914 teil und wurde 1915 erster Präsident des französischen Zweigs dieser ersten internationalen christlichen Friedensorganisation. Vor allem wegen der Verletzung der Neutralität Belgiens unterstützte er aber die französische Kriegsführung. Ab 1919 setzte er sich aber wieder für den Weltbund ein und wurde einer von dessen Vizepräsidenten, auch wenn die Frage der Kriegsschuld immer wieder für Spannungen mit deutschen Theologen sorgte. Er war ferner, neben Söderblom, eine der treibenden Kräfte für die Einberufung der Stockholmer Weltkirchenkonferenz im August 1925 und der daraus hervorgehenden Bewegung für Praktisches Christentum. Auch in der Bewegung für Glauben und Kirchenverfassung, dem anderen Zweig der Ökumenischen Bewegung, spielte er eine führende Rolle. 1933 setzte er sich dafür ein, dass die Bekennende Kirche und nicht die von der NSDAP kontrollierte Reichskirche ökumenische Anerkennung erreichte.

## Familie
Monod war seit 1891 mit Dorina Monod (1868–1962) verheiratet, einer Cousine zweiten Grades (Tochter des Pastors William Monod, Enkelin des Pastors Adolphe Monod). Sie hatten drei Söhne, den späteren Kolonialbeamten Sylvain Monod (1896–1987), den Schriftsteller und Typografen Maximilien Vox und den Zoologen und Afrikaforscher Théodore Monod. Mit ihm gründete Monod 1923 den Tiers-ordre des Veilleurs, einen protestantischen Dritten Orden, dessen Mitglieder sich zum täglichen Gebet verpflichteten und der heute noch unter dem Namen Fraternité Spirituelle des Veilleurs besteht.

## Schriften (Auswahl)
- Il règnera. Dix tableaux de la gloire de Jésus-Christ. Fischbacher, Paris 1896.
- L’évangile du royaume. Fischbacher, Paris 1900.
- Peut-on rester chrétien? Trois conférences. Fischbacher, Paris 1901.
- Le problème de la mort. Cinq méditations. Fischbacher, Paris 1904.
- Aux croyants et aux athées. Fischbacher, Paris 1906; Reprint Phénix éditions, Ivry Cedex 2001.
- Socialisme et christianisme. Volksdrukkerij, Gand, 1908.
- Silence et prière. Simples méditations matinales pour chaque jour du mois. Fischbacher, Paris 1909.
- À Paris et ailleurs (Échos et reflets). Fischbacher, Paris 1912 (Digitalisat).
- Verdun (un diptyque). Fischbacher, Paris 1922 (Digitalisat); Reprint Editions Ampelos, 2016.
- Du protestantisme. Félix Alcan, Paris 1928.
- La Nuée de témoins. Fischbacher, Paris 1929.
- Un homme de foi. George Fox. Fischbacher, Paris 1930.
- Le Problème du Bien. Essai de théodicée et journal d’un pasteur. Félix Alcan, Paris, 1934; Bd. I; Bd. II; Bd. III.
- Après la journée (1867–1937). Souvenirs et visions. B. Grasset, Paris 1938 (Autobiographie).